# Lukather
Lukather es el primer álbum en solitario del guitarrista y cantante de Toto Steve Lukather, lanzado en 1989, a través de CBS.

## Historia
Lukather se produjo después de que Toto hubiese estado grabando y tocando durante once años y el consenso de la banda fue tomar un descanso. Lukather tenía una serie de canciones compuestas que no habían aparecido en ninguno de los álbumes de Toto, por lo que decidió lanzar un álbum en solitario. En el disco colabora con muchos músicos conocidos. Entre las personas involucradas en Lukather se encuentran Eddie Van Halen, Steve Stevens, Richard Marx, Jan Hammer, y sus compañeros de Toto, Jeff Porcaro y David Paich. Lukather ha declarado que el álbum se produjo de una manera muy simple y que se escucha mucho ruido ambiente de estudio.

## Lista de canciones
| Lado A |                        |                                               |                                 |          |  |
| N.º    | Título                 | Escritor(es)                                  | Productor(es)                   | Duración |  |
| 1.     | «Twist The Knife»      | Steve Lukather, Eddie Van Halen               | Steve Lukather, Eddie Van Halen | 5:24     |  |
| 2.     | «Swear Your Love»      | Steve Lukather, Richard Marx                  | Steve Lukather, Richard Marx    | 4:00     |  |
| 3.     | «Fall Into Velvet»     | Steve Lukather, Steve Stevens, Cy Curnin      | Steve Lukather, Steve Stevens   | 9:08     |  |
| 4.     | «Drive A Crooked Road» | Steve Lukather, Danny Kortchman               | Steve Lukather, Danny Kortchman | 5:20     |  |
| 5.     | «Got My Way»           | Steve Lukather, Randy Goodrum, Michael Landau | Steve Lukather                  | 4:57     |  |

| Lado B |                                 |                                            |                                 |          |  |
| N.º    | Título                          | Escritor(es)                               | Productor(es)                   | Duración |  |
| 6.     | «Darkest Night Of The Year»     | Steve Lukather, Steve Stevens              | Steve Lukather, Steve Stevens   | 5:19     |  |
| 7.     | «Lonely Beat Of My Heart»       | Steve Lukather, Diane Warren               | Steve Lukather, Richie Zito     | 4:17     |  |
| 8.     | «With A Second Chance»          | Steve Lukather, Randy Goodrum              | Steve Lukather, Randy Goodrum   | 4:36     |  |
| 9.     | «Turns To Stone»                | Steve Lukather, Randy Goodrum              | Steve Lukather, Randy Goodrum   | 5:35     |  |
| 10.    | «It Looks Like Rains»           | Steve Lukather, Tom Kelly, Billy Steinberg | Steve Lukather                  | 4:21     |  |
| 11.    | «Steppin' On Top Of Your World» | Steve Lukather, Danny Kortchman            | Steve Lukather, Danny Kortchman | 5:41     |  |

## Información

### Músicos
- Steve Lukather: voz, coros, guitarras, sintetizador
- Steven Stevens: guitarra
- Danny Kortchmar: guitarra rítmica, coros
- Eddie Van Halen: guitarra
- Neil Stubenhaus: bajo
- William Lee: bajo
- John Pierce: bajo
- C.J. Vanston: teclados
- Jan Hammer: sintetizador, órgano Hammond B3
- Eric Rehl: sintetizador, efectos
- Lenny Castro: percusión
- Carlos Vega: batería
- Prairie Prince: batería
- Tom Price: batería
- Jeff Porcaro: batería
- Warren Ham: coros
- Richard Marx: coros
- Cindy Mizelle: coros
- Stan Lynch: coros

### Producción
- Diseño: Doug Brown
- Dirección artística: An Ratferty
- Fotografías: Jeff Kats